# IC 2581
IC 2581 је расијано звјездано јато у сазвјежђу Прамац које се налази на листи објеката дубоког неба у Индекс каталогу.
Деклинација објекта је - 57° 37' 32" а ректасцензија 10h 27m 26,1s. Привидна величина (магнитуда) објекта IC 2581 износи 4,3. IC 2581 је још познат и под ознакама OCL 811, ESO 168-SC3.